# Ken George

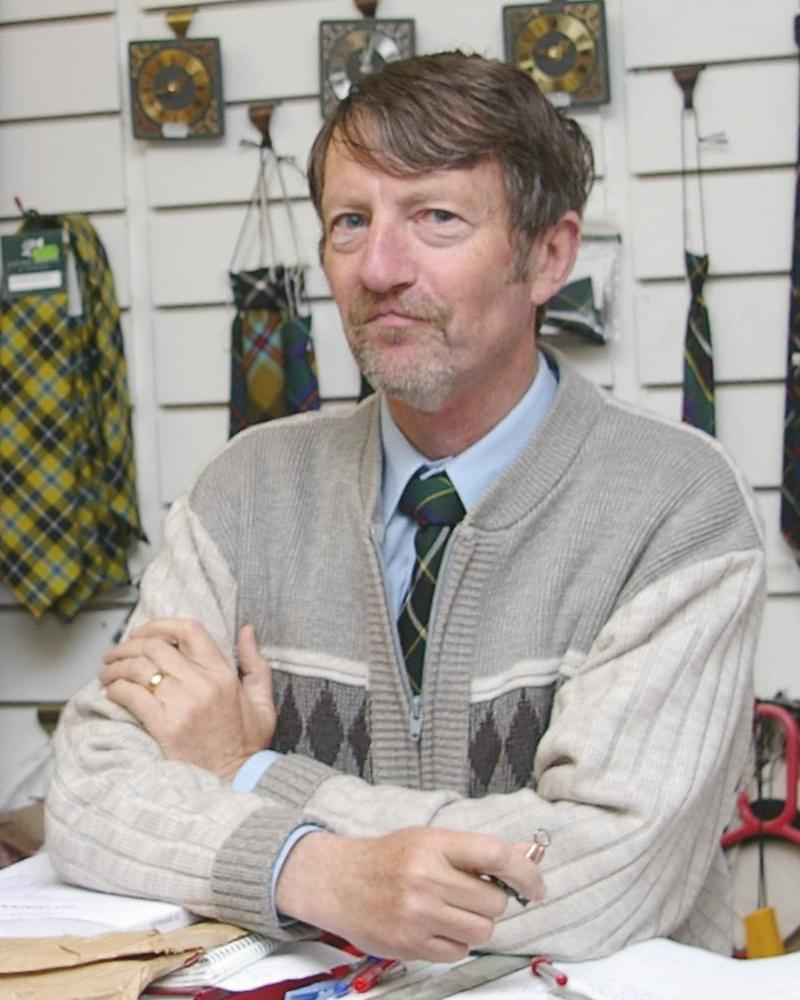
Ken George en 2006.

Kenneth "Ken" J. George es un oceanógrafo, poeta y lingüista, considerado como el creador del Kernewek Kemmyn, una variante de la ortografía y otros aspectos del córnico.
Ha publicado varios diccionarios de córnico y otros libros sobre Lingüística y Oceanografía, incluyendo varios diccionarios de córnico. Su edición de la obra teatral Bewnans Ke fue publicada en mayo de 2006 por el consejo del idioma córnico.
Reside en Cornualles y habla bretón, inglés y francés, además del córnico. Fue también el principal profesor de ciencias oceánicas en el Institute of Marine Studies de la University of Plymouth.